# Zagrebački izbori za mjesnu samoupravu 2025.
Zagrebački izbori za mjesnu samoupravu 2025. godine održali su se treće nedjelje u svibnju, odnosno 18. svibnja 2025. godine, u sklopu hrvatskih lokalnih izbora 2025. godine. Birali su se vijećnici gradskih četvrti i mjesnih odbora grada Zagreba.

## Izbori za mjesnu samoupravu
U sklopu izbora za gradonačelnika i Gradsku skupštinu, istog dana održat će se i izbori za mjesnu samoupravu, koju u Zagrebu čine vijeća gradskih četvrti i vijeća mjesnih odbora.
16. travnja 2025. započelo je prikupljanje potpisa i trajalo je do kraja dana 25. travnja 2025. godine, a broj potrebnih i pravovaljanih potpisa ovisi o broju stanovnika i vijećnika u navedenom području. Vijeća gradskih četvrti imaju između 11 i 19 vijećnika te je potrebno između 150 i 250 pravovaljanih potpisa, dok vijeća mjesnih odbora imaju između 5 i 11 vijećnika te je potrebno između 35 i 75 potpisa.
26. travnja 2025. godine objavljene su sve pravovaljano predložene kandidacijske liste za izbor članova vijeća gradskih četvrti i izbor članova vijeća mjesnih odbora na lokalnim izborima 2025. godine.

## Gradske četvrti
U svih 17 gradskih četvrti na lokalnim izborima izlazi pet lista: koalicija Zagreb United (Servus Zagreb, NL Dina Dogan, Fokus, HNS, HSLS, Socijaldemokrati), Nezavisna lista Pavla Kalinića s partnerima (Stranka umirovljenika, Umirovljenici zajedno, ZDS), koalicija Možemo! i SDP, koalicija HDZ s Domovinskim pokretom, HSU-om i HSS-om te koalicija Jedino Hrvatska Tomislava Jonjića s partnerima (Domino, Hrvatski suverenisti, Blok za Hrvatsku). Nezavisna lista Marije Selak Raspudić izlazi u 11 gradskih četvrti, dok Most s HSP-om izlazi u 13 gradskih četvrti. Plavi grad u suradnji s Blok umirovljenici zajedno natječe se u devet četvrti, a stranka Dalija Orešković i Ljudi s imenom i prezimenom s partnerima (GLAS, ORaH, Reformisti) u sedam četvrti. Hoćemo pravedno s Pokret za modernu Hrvatsku prisutan je u četiri četvrti, dok se razne kandidacijske liste grupe birača pojavljuju u pet četvrti. Pojedine manje inicijative sudjeluju samo u pojedinim četvrtima: Pravo i pravda i Agrameri u Novom Zagrebu – zapad, Projekt domovina u Sesvetama te Mladi za Brezovicu u Brezovici.

### Rezultati izbora

#### Zbirni rezultati
| gradska četvrt / lista | Možemo! | HDZ | NL Selak Raspudić | Zagreb United | Jedino Hrvatska! | NL Kalinić | Plavi grad | ostali |
| ---------------------- | ------- | --- | ----------------- | ------------- | ---------------- | ---------- | ---------- | ------ |
| Donji grad             | 9       | 2   | 0                 | 1             | 1                | 1          | 0          | 1      |
| Gornji g. – Medveščak  | 6       | 2   | 2                 | 1             | 0                | 0          | 0          | 0      |
| Trnje                  | 10      | 2   | 0                 | 1             | 1                | 1          | 0          | 0      |
| Maksimir               | 7       | 3   | 2                 | 1             | 1                | 1          | 0          | 0      |
| Peščenica – Žitnjak    | 10      | 4   | 0                 | 2             | 1                | 1          | 1          | 0      |
| Novi Zagreb – istok    | 13      | 3   | 2                 | 1             | 0                | 0          | 0          | 0      |
| Novi Zagreb – zapad    | 10      | 3   | 3                 | 1             | 1                | 1          | 0          | 0      |
| Trešnjevka – sjever    | 12      | 3   | 3                 | 0             | 1                | 0          | 0          | 0      |
| Trešnjevka – jug       | 12      | 3   | 3                 | 0             | 1                | 0          | 0          | 0      |
| Črnomerec              | 8       | 3   | 2                 | 1             | 1                | 0          | 0          | 0      |
| Gornja Dubrava         | 7       | 5   | 3                 | 3             | 1                | 0          | 0          | 0      |
| Donja Dubrava          | 5       | 4   | 0                 | 2             | 1                | 1          | 1          | 1      |
| Stenjevec              | 10      | 3   | 2                 | 1             | 2                | 0          | 0          | 1      |
| Podsused – Vrapče      | 9       | 2   | 2                 | 1             | 1                | 0          | 0          | 0      |
| Podsljeme              | 4       | 2   | 3                 | 0             | 0                | 0          | 0          | 2      |
| Sesvete                | 5       | 4   | 3                 | 2             | 1                | 0          | 2          | 2      |
| Brezovica              | 3       | 3   | 1                 | 1             | 0                | 0          | 0          | 3      |
| zbroj mandata          | 140     | 51  | 31                | 19            | 14               | 6          | 4          | 9      |

#### 1. GČ Donji grad
Gradska četvrt Donji grad ima 15 članova vijeća. Za kandidaturu bilo je potrebno prikupiti 200 potpisa birača.
| lista | lista                                                                  | nositelj liste      | glasovi | postotak | mandati |
| ----- | ---------------------------------------------------------------------- | ------------------- | ------- | -------- | ------- |
|       | Možemo! – SDP                                                          | Josipa Knez         | 7142    | 52,19 %  | 9 / 15  |
|       | HDZ – Domovinski pokret – HSU – HSS                                    | Matej Bagarić       | 2097    | 15,32 %  | 2 / 15  |
|       | Jedino Hrvatska! – Domino – Hrvatski suverenisti – Blok za Hrvatsku    | Zlatko Hasanbegović | 1236    | 9,03 %   | 1 / 15  |
|       | Zagreb United                                                          | Nedeljko Tudja      | 1143    | 8,35 %   | 1 / 15  |
|       | DO i SIP – GLAS – ORaH – Reformisti                                    | Anka Mrak-Taritaš   | 950     | 6,94 %   | 1 / 15  |
|       | NL Pavle Kalinić – Stranka umirovljenika – Umirovljenici zajedno – ZDS | Miljenko Bernfest   | 763     | 5,57 %   | 1 / 15  |
|       | Blok umirovljenici zajedno – Plavi grad                                | Marijan Oljica      | 351     | 2,56 %   | 0 / 15  |

#### 2. GČ Gornji grad – Medveščak
Gradska četvrt Gornji grad – Medveščak ima 11 članova vijeća. Za kandidaturu bilo je potrebno prikupiti 150 potpisa birača.
| lista | lista                                                                  | nositelj liste        | glasovi | postotak | mandati |
| ----- | ---------------------------------------------------------------------- | --------------------- | ------- | -------- | ------- |
|       | Možemo! – SDP                                                          | Miljenka Buljević     | 5044    | 46,60 %  | 6 / 11  |
|       | HDZ – Domovinski pokret – HSU – HSS                                    | Luka Bogdan           | 1688    | 15,59 %  | 2 / 11  |
|       | NL Marija Selak Raspudić                                               | Jasna Oreški          | 1473    | 13,60 %  | 2 / 11  |
|       | Zagreb United                                                          | Trpimir Goluža        | 813     | 7,51 %   | 1 / 11  |
|       | Jedino Hrvatska! – Domino – Hrvatski suverenisti – Blok za Hrvatsku    | Lovro Milaković       | 663     | 6,12 %   | 0 / 11  |
|       | NL Pavle Kalinić – Stranka umirovljenika – Umirovljenici zajedno – ZDS | Duschko-Ivan Schiebel | 491     | 4,53 %   | 0 / 11  |
|       | DO i SIP – GLAS – ORaH – Reformisti                                    | Zoran Kopić           | 424     | 3,91 %   | 0 / 11  |
|       | Blok umirovljenici zajedno – Plavi grad                                | Damir Lehpamer        | 228     | 2,10 %   | 0 / 11  |

#### 3. GČ Trnje
Gradska četvrt Trnje ima 15 članova vijeća. Za kandidaturu bilo je potrebno prikupiti 200 potpisa birača.
| lista | lista                                                                  | nositelj liste     | glasovi | postotak | mandati |
| ----- | ---------------------------------------------------------------------- | ------------------ | ------- | -------- | ------- |
|       | Možemo! – SDP                                                          | Goran Đulić        | 8912    | 56,11 %  | 10 / 15 |
|       | HDZ – Domovinski pokret – HSU – HSS                                    | Krešimir Ugarković | 2443    | 15,38 %  | 2 / 15  |
|       | Zagreb United                                                          | Ankica Pižić       | 1192    | 7,50 %   | 1 / 15  |
|       | NL Pavle Kalinić – Stranka umirovljenika – Umirovljenici zajedno – ZDS | Pero Kovačević     | 1091    | 6,86 %   | 1 / 15  |
|       | Jedino Hrvatska! – Domino – Hrvatski suverenisti – Blok za Hrvatsku    | Slavica Skoko      | 1088    | 6,85 %   | 1 / 15  |
|       | Most – HSP                                                             | Lovro Marković     | 640     | 4,02 %   | 0 / 15  |
|       | Blok umirovljenici zajedno – Plavi grad                                | Rudolf Pristovnik  | 517     | 3,25 %   | 0 / 15  |

#### 4. GČ Maksimir
Gradska četvrt Maksimir ima 15 članova vijeća. Za kandidaturu bilo je potrebno prikupiti 200 potpisa birača.
| lista | lista                                                                  | nositelj liste   | glasovi | postotak | mandati |
| ----- | ---------------------------------------------------------------------- | ---------------- | ------- | -------- | ------- |
|       | Možemo! – SDP                                                          | Svibor Jančić    | 8050    | 43,84 %  | 7 / 15  |
|       | HDZ – Domovinski pokret – HSU – HSS                                    | Stanko Gačić     | 3028    | 16,49 %  | 3 / 15  |
|       | NL Marija Selak Raspudić                                               | Andrija Ćurković | 2342    | 12,75 %  | 2 / 15  |
|       | Jedino Hrvatska! – Domino – Hrvatski suverenisti – Blok za Hrvatsku    | Vlado Marić      | 1281    | 6,97 %   | 1 / 15  |
|       | NL Pavle Kalinić – Stranka umirovljenika – Umirovljenici zajedno – ZDS | Pavle Kalinić    | 1159    | 6,31 %   | 1 / 15  |
|       | Zagreb United                                                          | Dina Dogan       | 1140    | 6,20 %   | 1 / 15  |
|       | DO i SIP – GLAS – ORaH – Reformisti                                    | Zlatko Pavičić   | 539     | 2,93 %   | 0 / 15  |
|       | Blok umirovljenici zajedno – Plavi grad                                | Željko Džapo     | 346     | 1,88 %   | 0 / 15  |
|       | Most – HSP                                                             | Iva Rem          | 341     | 1,85 %   | 0 / 15  |
|       | Hoćemo pravedno – Pokret za modernu Hrvatsku                           | Ivan Purgar      | 136     | 0,74 %   | 0 / 15  |

#### 5. GČ Peščenica – Žitnjak
Gradska četvrt Peščenica – Žitnjak ima 19 članova vijeća. Za kandidaturu bilo je potrebno prikupiti 250 potpisa birača.
| lista | lista                                                                  | nositelj liste       | glasovi | postotak | mandati |
| ----- | ---------------------------------------------------------------------- | -------------------- | ------- | -------- | ------- |
|       | Možemo! – SDP                                                          | Tomica Rižmarić      | 7836    | 42,89 %  | 10 / 19 |
|       | HDZ – Domovinski pokret – HSU – HSS                                    | Mato Ačkar           | 3637    | 19,91 %  | 4 / 19  |
|       | Zagreb United                                                          | Mato Šimić           | 1757    | 9,61 %   | 2 / 19  |
|       | Jedino Hrvatska! – Domino – Hrvatski suverenisti – Blok za Hrvatsku    | Marinko Raič         | 1524    | 8,34 %   | 1 / 19  |
|       | Blok umirovljenici zajedno – Plavi grad                                | Domagoj Lovrić       | 1493    | 8,17 %   | 1 / 19  |
|       | NL Pavle Kalinić – Stranka umirovljenika – Umirovljenici zajedno – ZDS | Marijo Pisk          | 1258    | 6,88 %   | 1 / 19  |
|       | Most – HSP                                                             | Iris Veronika Cetina | 762     | 4,17 %   | 0 / 19  |

#### 6. GČ Novi Zagreb – istok
Gradska četvrt Novi Zagreb – istok ima 19 članova vijeća. Za kandidaturu bilo je potrebno prikupiti 250 potpisa birača.
| lista | lista                                                                  | nositelj liste            | glasovi | postotak | mandati |
| ----- | ---------------------------------------------------------------------- | ------------------------- | ------- | -------- | ------- |
|       | Možemo! – SDP                                                          | Darko Konjiković          | 9997    | 48,07 %  | 13 / 19 |
|       | HDZ – Domovinski pokret – HSU – HSS                                    | Marko Dvorski             | 2657    | 12,77 %  | 3 / 19  |
|       | NL Marija Selak Raspudić                                               | Sandra Kapetanović Bitići | 2226    | 10,70 %  | 2 / 19  |
|       | Zagreb United                                                          | Sanjica Fresl             | 1278    | 6,14 %   | 1 / 19  |
|       | Jedino Hrvatska! – Domino – Hrvatski suverenisti – Blok za Hrvatsku    | Milan Knežević            | 1015    | 4,88 %   | 0 / 19  |
|       | DO i SIP – GLAS – ORaH – Reformisti                                    | Marko Pušić               | 855     | 4,11 %   | 0 / 19  |
|       | NL Pavle Kalinić – Stranka umirovljenika – Umirovljenici zajedno – ZDS | Milenko Arapović          | 816     | 3,92 %   | 0 / 19  |
|       | Most – HSP                                                             | Branimir Pervan           | 524     | 2,52 %   | 0 / 19  |
|       | Hoćemo pravedno – Pokret za modernu Hrvatsku                           | Mirela Mikić Muha         | 507     | 2,43 %   | 0 / 19  |
|       | Kandidacijska lista grupe birača                                       | Ratko Bedeković           | 496     | 2,38 %   | 0 / 19  |
|       | Plavi grad – Blok umirovljenici zajedno                                | Danijel Banić             | 422     | 2,02 %   | 0 / 19  |

#### 7. GČ Novi Zagreb – zapad
Gradska četvrt Novi Zagreb – zapad ima 19 članova vijeća. Za kandidaturu bilo je potrebno prikupiti 250 potpisa birača.
| lista | lista                                                                  | nositelj liste   | glasovi | postotak | mandati |
| ----- | ---------------------------------------------------------------------- | ---------------- | ------- | -------- | ------- |
|       | Možemo! – SDP                                                          | Tomislav Vukoja  | 9238    | 43,22 %  | 10 / 19 |
|       | HDZ – Domovinski pokret – HSU – HSS                                    | Vedran Ivanković | 3652    | 17,08 %  | 3 / 19  |
|       | NL Marija Selak Raspudić                                               | Natalija Šegota  | 2853    | 13,35 %  | 3 / 19  |
|       | Zagreb United                                                          | Miroslav Dukić   | 1553    | 7,26 %   | 1 / 19  |
|       | Jedino Hrvatska! – Domino – Hrvatski suverenisti – Blok za Hrvatsku    | Martina Jović    | 1410    | 6,59 %   | 1 / 19  |
|       | NL Pavle Kalinić – Stranka umirovljenika – Umirovljenici zajedno – ZDS | Jadranko Baturić | 1257    | 5,88 %   | 1 / 19  |
|       | Most – HSP                                                             | Luka Jajčinović  | 637     | 2,98 %   | 0 / 19  |
|       | Plavi grad – Blok umirovljenici zajedno                                | Josip Majić      | 513     | 2,40 %   | 0 / 19  |
|       | Pravo i pravda – Agrameri - Nezavisna lista                            | Goran Jelić      | 257     | 1,20 %   | 0 / 19  |

#### 8. GČ Trešnjevka – sjever
Gradska četvrt Trešnjevka – sjever ima 19 članova vijeća. Za kandidaturu bilo je potrebno prikupiti 250 potpisa birača.
| lista | lista                                                                  | nositelj liste          | glasovi | postotak | mandati |
| ----- | ---------------------------------------------------------------------- | ----------------------- | ------- | -------- | ------- |
|       | Možemo! – SDP                                                          | Roman Karaturović       | 9723    | 50,33 %  | 12 / 19 |
|       | NL Marija Selak Raspudić                                               | Dario Rudec             | 2726    | 14,11 %  | 3 / 19  |
|       | HDZ – Domovinski pokret – HSU – HSS                                    | Danijela Blažanović     | 2479    | 12,83 %  | 3 / 19  |
|       | Jedino Hrvatska! – Domino – Hrvatski suverenisti – Blok za Hrvatsku    | Lucija Koturić Čabraja  | 1057    | 5,47 %   | 1 / 19  |
|       | Zagreb United                                                          | Irina Jozić             | 965     | 4,99 %   | 0 / 19  |
|       | NL Pavle Kalinić – Stranka umirovljenika – Umirovljenici zajedno – ZDS | Dino Dorotić            | 631     | 3,26 %   | 0 / 19  |
|       | DO i SIP – GLAS – ORaH – Reformisti                                    | Zorislav Antun Petrović | 620     | 3,20 %   | 0 / 19  |
|       | Blok umirovljenici zajedno – Plavi grad                                | Igor Dundjer            | 498     | 2,57 %   | 0 / 19  |
|       | Most – HSP                                                             | Krešimir Šimunović      | 462     | 2,39 %   | 0 / 19  |
|       | Hoćemo pravedno – Pokret za modernu Hrvatsku                           | Gordana Radnić          | 154     | 0,79 %   | 0 / 19  |

#### 9. GČ Trešnjevka – jug
Gradska četvrt Trešnjevka – jug ima 19 članova vijeća. Za kandidaturu bilo je potrebno prikupiti 250 potpisa birača.
| lista | lista                                                                  | nositelj liste        | glasovi | postotak | mandati |
| ----- | ---------------------------------------------------------------------- | --------------------- | ------- | -------- | ------- |
|       | Možemo! – SDP                                                          | Tihana Soljankić      | 12 025  | 49,99 %  | 12 / 19 |
|       | NL Marija Selak Raspudić                                               | Darko Mrzlečki        | 3173    | 13,19 %  | 3 / 19  |
|       | HDZ – Domovinski pokret – HSU – HSS                                    | Dominik Gluhinić      | 3027    | 12,58 %  | 3 / 19  |
|       | Jedino Hrvatska! – Domino – Hrvatski suverenisti – Blok za Hrvatsku    | Tomislav Jonjić       | 1782    | 7,40 %   | 1 / 19  |
|       | Zagreb United                                                          | Esad Turković         | 1136    | 4,72 %   | 0 / 19  |
|       | DO i SIP – GLAS – ORaH – Reformisti                                    | Krešimir Komljenović  | 863     | 3,58 %   | 0 / 19  |
|       | NL Pavle Kalinić – Stranka umirovljenika – Umirovljenici zajedno – ZDS | Nebojša Bulka         | 774     | 3,21 %   | 0 / 19  |
|       | Most – HSP                                                             | Marin Sladić          | 688     | 2,86 %   | 0 / 19  |
|       | Blok umirovljenici zajedno – Plavi grad                                | Kristina Grgin Bublić | 583     | 2,42 %   | 0 / 19  |

#### 10. GČ Črnomerec
Gradska četvrt Črnomerec ima 15 članova vijeća. Za kandidaturu bilo je potrebno prikupiti 200 potpisa birača.
| lista | lista                                                                  | nositelj liste    | glasovi | postotak | mandati |
| ----- | ---------------------------------------------------------------------- | ----------------- | ------- | -------- | ------- |
|       | Možemo! – SDP                                                          | Valentina Šipek   | 6573    | 46,76 %  | 8 / 15  |
|       | HDZ – Domovinski pokret – HSU – HSS                                    | Ivan Matijević    | 2273    | 16,17 %  | 3 / 15  |
|       | NL Marija Selak Raspudić                                               | Dubravka Konjevod | 1745    | 12,41 %  | 2 / 15  |
|       | Zagreb United                                                          | Vedran Jerković   | 1292    | 9,19 %   | 1 / 15  |
|       | Jedino Hrvatska! – Domino – Hrvatski suverenisti – Blok za Hrvatsku    | Vedran Ćorić      | 950     | 6,75 %   | 1 / 15  |
|       | NL Pavle Kalinić – Stranka umirovljenika – Umirovljenici zajedno – ZDS | Marko Kravar      | 557     | 3,96 %   | 0 / 15  |
|       | Most – HSP                                                             | Ivan Jurišić      | 363     | 2,58 %   | 0 / 15  |
|       | Blok umirovljenici zajedno – Plavi grad                                | Jaka Mustapić     | 303     | 2,15 %   | 0 / 15  |

#### 11. GČ Gornja Dubrava
Gradska četvrt Gornja Dubrava ima 19 članova vijeća. Za kandidaturu bilo je potrebno prikupiti 250 potpisa birača.
| lista | lista                                                                  | nositelj liste         | glasovi | postotak | mandati |
| ----- | ---------------------------------------------------------------------- | ---------------------- | ------- | -------- | ------- |
|       | Možemo! – SDP                                                          | Helena Kereta Telišman | 5875    | 28,49 %  | 7 / 19  |
|       | HDZ – Domovinski pokret – HSU – HSS                                    | Neven Mikša            | 4198    | 20,36 %  | 5 / 19  |
|       | Zagreb United                                                          | Luka Holjevac          | 2901    | 14,07 %  | 3 / 19  |
|       | NL Marija Selak Raspudić                                               | Anamaria Raguž         | 2668    | 12,94 %  | 3 / 19  |
|       | Jedino Hrvatska! – Domino – Hrvatski suverenisti – Blok za Hrvatsku    | Ante Matić             | 1596    | 7,74 %   | 1 / 19  |
|       | Blok umirovljenici zajedno – Plavi grad                                | Nerma Mujičić Dautović | 1000    | 4,85 %   | 0 / 19  |
|       | NL Pavle Kalinić – Stranka umirovljenika – Umirovljenici zajedno – ZDS | Anto Krišto            | 863     | 4,18 %   | 0 / 19  |
|       | DO i SIP – GLAS – ORaH – Reformisti                                    | Dalija Orešković       | 794     | 3,85 %   | 0 / 19  |
|       | Most – HSP                                                             | Domagoj Jukić          | 720     | 3,49 %   | 0 / 19  |

#### 12. GČ Donja Dubrava
Gradska četvrt Donja Dubrava ima 15 članova vijeća. Za kandidaturu bilo je potrebno prikupiti 200 potpisa birača.
| lista | lista                                                                  | nositelj liste           | glasovi | postotak | mandati |
| ----- | ---------------------------------------------------------------------- | ------------------------ | ------- | -------- | ------- |
|       | Možemo! – SDP                                                          | Ankica Penava Pejčinović | 3327    | 31,16 %  | 5 / 15  |
|       | HDZ – Domovinski pokret – HSU – HSS                                    | Trpimir Majcan           | 2563    | 24,01 %  | 4 / 15  |
|       | Zagreb United                                                          | Antun Bošnjaković        | 1597    | 14,96 %  | 2 / 15  |
|       | Jedino Hrvatska! – Domino – Hrvatski suverenisti – Blok za Hrvatsku    | Maja Oreški Pavliš       | 931     | 8,72 %   | 1 / 15  |
|       | Blok umirovljenici zajedno – Plavi grad                                | Mladen Cetnija           | 710     | 6,65 %   | 1 / 15  |
|       | NL Pavle Kalinić – Stranka umirovljenika – Umirovljenici zajedno – ZDS | Alin Kavur               | 621     | 5,81 %   | 1 / 15  |
|       | Most – HSP                                                             | Siniša Opačić            | 563     | 5,27 %   | 1 / 15  |
|       | DO i SIP – GLAS – ORaH – Reformisti                                    | Anita Velić Fabijanić    | 362     | 3,39 %   | 0 / 15  |

#### 13. GČ Stenjevec
Gradska četvrt Stenjevec ima 19 članova vijeća. Za kandidaturu bilo je potrebno prikupiti 250 potpisa birača.
| lista | lista                                                                  | nositelj liste    | glasovi | postotak | mandati |
| ----- | ---------------------------------------------------------------------- | ----------------- | ------- | -------- | ------- |
|       | Možemo! – SDP                                                          | Maja Mucko        | 8763    | 45,31 %  | 10 / 19 |
|       | HDZ – Domovinski pokret – HSU – HSS                                    | Tomislav Dulibić  | 2588    | 13,38 %  | 3 / 19  |
|       | NL Marija Selak Raspudić                                               | Borislav Šereg    | 2278    | 11,78 %  | 2 / 19  |
|       | Jedino Hrvatska! – Domino – Hrvatski suverenisti – Blok za Hrvatsku    | Frano Čirko       | 1768    | 9,14 %   | 2 / 19  |
|       | Most – HSP                                                             | Marko Sladoljev   | 1482    | 7,66 %   | 1 / 19  |
|       | Zagreb United                                                          | Kristijan Jelić   | 1062    | 5,49 %   | 1 / 19  |
|       | NL Pavle Kalinić – Stranka umirovljenika – Umirovljenici zajedno – ZDS | Željko Mladić     | 635     | 3,28 %   | 0 / 19  |
|       | Blok umirovljenici zajedno – Plavi grad                                | Dominko Filipović | 520     | 2,68 %   | 0 / 19  |
|       | Kandidacijska lista grupe birača                                       | Marijana Džeko    | 240     | 1,24 %   | 0 / 19  |

#### 14. GČ Podsused - Vrapče
Gradska četvrt Podsused – Vrapče ima 15 članova vijeća. Za kandidaturu bilo je potrebno prikupiti 200 potpisa birača.
| lista | lista                                                                  | nositelj liste        | glasovi | postotak | mandati |
| ----- | ---------------------------------------------------------------------- | --------------------- | ------- | -------- | ------- |
|       | Možemo! – SDP                                                          | Ivan Vedak            | 6902    | 46,21 %  | 9 / 15  |
|       | HDZ – Domovinski pokret – HSU – HSS                                    | Aljoša Bosnar         | 2011    | 13,46 %  | 2 / 15  |
|       | NL Marija Selak Raspudić                                               | Mažda Hdagha          | 1858    | 12,44 %  | 2 / 15  |
|       | Zagreb United                                                          | Marijana Bilić Rakvin | 1182    | 7,91 %   | 1 / 15  |
|       | Jedino Hrvatska! – Domino – Hrvatski suverenisti – Blok za Hrvatsku    | Tomislav Jelić        | 1182    | 7,91 %   | 1 / 15  |
|       | NL Pavle Kalinić – Stranka umirovljenika – Umirovljenici zajedno – ZDS | Ljiljana Ivković      | 656     | 4,39 %   | 0 / 15  |
|       | Most – HSP                                                             | Ivan Orlović          | 605     | 4,05 %   | 0 / 15  |
|       | Blok umirovljenici zajedno – Plavi grad                                | Dejan Kljajić         | 538     | 3,60 %   | 0 / 15  |

#### 15. GČ Podsljeme
Gradska četvrt Podsljeme ima 11 članova vijeća. Za kandidaturu bilo je potrebno prikupiti 150 potpisa birača.
| lista | lista                                                                  | nositelj liste          | glasovi | postotak | mandati |
| ----- | ---------------------------------------------------------------------- | ----------------------- | ------- | -------- | ------- |
|       | Možemo! – SDP                                                          | Anita Matković          | 1928    | 26,80 %  | 4 / 11  |
|       | NL Marija Selak Raspudić                                               | Krešimir Kompesak       | 1534    | 21,32 %  | 3 / 11  |
|       | HDZ – Domovinski pokret – HSU – HSS                                    | Pero Semren             | 1175    | 16,33 %  | 2 / 11  |
|       | Kandidacijska lista grupe birača                                       | Tomislav Antolović      | 599     | 8,32 %   | 1 / 11  |
|       | Kandidacijska lista grupe birača                                       | Marijan Kos             | 445     | 6,18 %   | 1 / 11  |
|       | Jedino Hrvatska! – Domino – Hrvatski suverenisti – Blok za Hrvatsku    | Ivan Knezović           | 417     | 5,79 %   | 0 / 11  |
|       | Zagreb United                                                          | Jasmina Zuber           | 381     | 5,29 %   | 0 / 11  |
|       | NL Pavle Kalinić – Stranka umirovljenika – Umirovljenici zajedno – ZDS | Mislav Žagar            | 274     | 3,80 %   | 0 / 11  |
|       | DO i SIP – GLAS – ORaH – Reformisti                                    | Dubravka Štengl         | 165     | 2,29 %   | 0 / 11  |
|       | Blok umirovljenici zajedno – Plavi grad                                | Siniša Lovnički         | 153     | 2,12 %   | 0 / 11  |
|       | Most – HSP                                                             | Branimir Antun Puntarić | 123     | 1,70 %   | 0 / 11  |

#### 16. GČ Sesvete
Gradska četvrt Sesvete ima 19 članova vijeća. Za kandidaturu bilo je potrebno prikupiti 250 potpisa birača.
| lista | lista                                                                  | nositelj liste      | glasovi | postotak | mandati |
| ----- | ---------------------------------------------------------------------- | ------------------- | ------- | -------- | ------- |
|       | Možemo! – SDP                                                          | Nives Curić         | 5805    | 24,07 %  | 5 / 19  |
|       | HDZ – Domovinski pokret – HSU – HSS                                    | Dražen Markota      | 4608    | 19,11 %  | 4 / 19  |
|       | NL Marija Selak Raspudić                                               | Bruno Prelec        | 3019    | 12,52 %  | 3 / 19  |
|       | Zagreb United                                                          | Ivan Dokša          | 2838    | 11,77 %  | 2 / 19  |
|       | Blok umirovljenici zajedno – Plavi grad                                | Ivica Lovrić        | 2461    | 10,20 %  | 2 / 19  |
|       | Projekt Domovina                                                       | Ines Sosa Meštrović | 2101    | 8,71 %   | 2 / 19  |
|       | Jedino Hrvatska! – Domino – Hrvatski suverenisti – Blok za Hrvatsku    | Anto Jurakić        | 1457    | 6,04 %   | 1 / 19  |
|       | NL Pavle Kalinić – Stranka umirovljenika – Umirovljenici zajedno – ZDS | Mladen Latin        | 967     | 4,01 %   | 0 / 19  |
|       | Kandidacijska lista grupe birača                                       | Damir Kostanjski    | 632     | 2,62 %   | 0 / 19  |
|       | Hoćemo pravedno – Pokret za modernu Hrvatsku                           | Dragica Trumbetaš   | 222     | 0,92 %   | 0 / 19  |

#### 17. GČ Brezovica
Gradska četvrt Brezovica ima 11 članova vijeća. Za kandidaturu bilo je potrebno prikupiti 150 potpisa birača.
| lista | lista                                             | nositelj liste   | glasovi | postotak | mandati |
| ----- | ------------------------------------------------- | ---------------- | ------- | -------- | ------- |
|       | HDZ – Domovinski pokret – HSU – HSS               | Vladimir Iviček  | 991     | 22,70 %  | 3 / 11  |
|       | Možemo! – SDP                                     | Irena Borovina   | 933     | 21,37 %  | 3 / 11  |
|       | Kandidacijska lista grupe birača                  | Marina Pucević   | 543     | 12,43 %  | 1 / 11  |
|       | NL Marija Selak Raspudić                          | Ivica Kovačić    | 483     | 11,06 %  | 1 / 11  |
|       | Kandidacijska lista grupe birača                  | Stjepan Cerovski | 454     | 10,40 %  | 1 / 11  |
|       | Mladi za Brezovicu                                | Tomislav Cavrić  | 381     | 8,72 %   | 1 / 11  |
|       | Zagreb United                                     | Matija Holetić   | 356     | 8,15 %   | 1 / 11  |
|       | Jedino Hrvatska! – Domino – HS – Blok za Hrvatsku | Ljiljana Ilečić  | 224     | 5,13 %   | 0 / 11  |

## Mjesni odbori

### 1. Mjesni odboriGČ Donji grad
| lista | lista                  | nositelj            | G   | %     | M |
| ----- | ---------------------- | ------------------- | --- | ----- | - |
|       | Možemo i dr.           | Nada Janovski       | 418 | 55,21 | 3 |
|       | HDZ i dr.              | Ante Bubrić         | 192 | 25,36 | 1 |
|       | Jedino Hrvatska! i dr. | Zlatko Hasanbegović | 147 | 19,41 | 1 |

| lista | lista                 | nositelj         | G   | %     | M |
| ----- | --------------------- | ---------------- | --- | ----- | - |
|       | Možemo i dr.          | Branko Tomić     | 429 | 50,64 | 3 |
|       | HDZ i dr.             | Milivoj Magerl   | 228 | 26,91 | 1 |
|       | Plavi grad i dr.      | Dragica Vratarić | 121 | 14,28 | 1 |
|       | Hoćemo pravedno i dr. | Ljiljana Šiljak  | 69  | 8,14  | 0 |

| lista | lista        | nositelj           | G   | %     | M |
| ----- | ------------ | ------------------ | --- | ----- | - |
|       | Možemo i dr. | Dragan Hrnjak      | 479 | 66,25 | 3 |
|       | HDZ i dr.    | Matija Klokočovnik | 244 | 33,74 | 2 |

| lista | lista        | nositelj          | G   | %     | M |
| ----- | ------------ | ----------------- | --- | ----- | - |
|       | Možemo i dr. | Nenad Livun       | 347 | 62,18 | 3 |
|       | HDZ i dr.    | Jadranka Čučković | 211 | 37,81 | 2 |

| lista | lista        | nositelj    | gl. | %     | M. |
| ----- | ------------ | ----------- | --- | ----- | -- |
|       | Možemo i dr. | Doris Krpan | 783 | 68,26 | 4  |
|       | HDZ i dr.    | Neđo Perić  | 364 | 31,73 | 1  |

| lista | lista         | nositelj         | G   | %     | M |
| ----- | ------------- | ---------------- | --- | ----- | - |
|       | Možemo i dr.  | Olgica Pintar    | 572 | 59,21 | 3 |
|       | HDZ i dr.     | Branimir Šimecki | 222 | 22,98 | 1 |
|       | Zagreb United | Nina Pleše       | 172 | 17,80 | 1 |

| lista | lista         | nositelj        | G     | %     | M |
| ----- | ------------- | --------------- | ----- | ----- | - |
|       | Možemo i dr.  | Dražen Cepić    | 1.280 | 60,80 | 5 |
|       | HDZ i dr.     | Ante Obranić    | 473   | 22,47 | 1 |
|       | Zagreb United | Nedjeljko Tudja | 352   | 16,72 | 1 |

| lista | lista                  | nositelj                  | G   | %     | M |
| ----- | ---------------------- | ------------------------- | --- | ----- | - |
|       | Možemo i dr.           | Mladen Domazet            | 757 | 67,28 | 4 |
|       | HDZ i dr.              | Dora Franciska Tuđman Šuk | 229 | 20,35 | 1 |
|       | Jedino Hrvatska! i dr. | Hrvoje Junašević          | 139 | 12,35 | 0 |

| lista | lista                  | nositelj             | G   | %     | M |
| ----- | ---------------------- | -------------------- | --- | ----- | - |
|       | Možemo i dr.           | Davor Palčec         | 318 | 53,98 | 3 |
|       | HDZ i dr.              | Nada Jagetić Štambuk | 129 | 21,90 | 1 |
|       | Jedino Hrvatska! i dr. | Andrej Šebalj        | 87  | 14,77 | 1 |
|       | grupa birača           | Sanja Kumpar         | 55  | 9,33  | 0 |

| lista | lista                  | nositelj       | G   | %     | M |
| ----- | ---------------------- | -------------- | --- | ----- | - |
|       | Možemo i dr.           | Sanja Zovko    | 492 | 57,14 | 4 |
|       | HDZ i dr.              | Ante Barišić   | 175 | 20,32 | 1 |
|       | Zagreb United          | Tatjana Lukač  | 95  | 11,03 | 0 |
|       | Jedino Hrvatska! i dr. | Doris Perković | 99  | 11,49 | 0 |

| lista | lista        | nositelj       | G   | %     | M |
| ----- | ------------ | -------------- | --- | ----- | - |
|       | Možemo i dr. | Nikolina Hrust | 645 | 68,39 | 4 |
|       | HDZ i dr.    | Josip Troha    | 298 | 31,60 | 1 |

| lista | lista            | nositelj        | G   | %     | M |
| ----- | ---------------- | --------------- | --- | ----- | - |
|       | Možemo i dr.     | Robert Lokar    | 445 | 63,30 | 4 |
|       | HDZ i dr.        | Marko Klišanić  | 156 | 22,19 | 1 |
|       | Plavi grad i dr. | Goranka Domijan | 102 | 14,50 | 0 |

| lista | lista        | nositelj         | G   | %     | M |
| ----- | ------------ | ---------------- | --- | ----- | - |
|       | Možemo i dr. | Ivana Živčić     | 819 | 59,00 | 4 |
|       | HDZ i dr.    | Krešimir Turkalj | 569 | 40,99 | 3 |

| lista | lista            | nositelj         | G   | %     | M |
| ----- | ---------------- | ---------------- | --- | ----- | - |
|       | Možemo i dr.     | Zrinka Miličić   | 348 | 52,56 | 3 |
|       | HDZ i dr.        | Stipe Orešković  | 150 | 22,65 | 1 |
|       | Zagreb United    | Antun Pavešković | 101 | 15,25 | 1 |
|       | Plavi grad i dr. | Dubravka Luketić | 63  | 9,51  | 0 |

### 2. Mjesni odboriČG Gornji grad – Medveščak
| lista | lista        | nositelj       |
| ----- | ------------ | -------------- |
|       | HDZ i dr.    | Damir Juretić  |
|       | Možemo i dr. | Stojan Banović |
|       | grupa birača | Maja Mustač    |

| lista | lista        | nositelj    |
| ----- | ------------ | ----------- |
|       | HDZ i dr.    | Vjeran Kus  |
|       | Možemo i dr. | Ivana Babić |

| lista | lista        | nositelj      |
| ----- | ------------ | ------------- |
|       | HDZ i dr.    | Luka Pajurin  |
|       | Možemo i dr. | Luka Šimurina |

| lista | lista                    | nositelj           |
| ----- | ------------------------ | ------------------ |
|       | HDZ i dr.                | Branka Čolić       |
|       | NL Marija Selak Raspudić | Izidor Vuković     |
|       | Možemo i dr.             | Jakov Vilović      |
|       | Jedino Hrvatska! i dr.   | Petar Mladen Kytka |

| lista | lista        | nositelj       |
| ----- | ------------ | -------------- |
|       | HDZ i dr.    | Marko Šebalj   |
|       | Možemo i dr. | Vid Gašparović |

| lista | lista         | nositelj                |
| ----- | ------------- | ----------------------- |
|       | Zagreb United | Vesna Furtinger         |
|       | HDZ i dr.     | Kristijana Kelava-Vrban |
|       | Možemo i dr.  | Lana Vego               |

| lista | lista                  | nositelj        |
| ----- | ---------------------- | --------------- |
|       | Plavi grad i dr.       | Damir Lehpamer  |
|       | HDZ i dr.              | Mladen Tafra    |
|       | Možemo i dr.           | Andrija Pećarić |
|       | Jedino Hrvatska! i dr. | Elena Onat      |

| lista | lista        | nositelj         |
| ----- | ------------ | ---------------- |
|       | HDZ i dr.    | Marija Marinović |
|       | Možemo i dr. | Saša Šegrt       |

| lista | lista            | nositelj       |
| ----- | ---------------- | -------------- |
|       | Plavi grad i dr. | Martina Spajić |
|       | HDZ i dr.        | Tea Kutle      |
|       | Možemo i dr.     | Juraj Ulaga    |

| lista | lista         | nositelj               |
| ----- | ------------- | ---------------------- |
|       | Zagreb United | Aleksandar Stefanovski |
|       | HDZ i dr.     | Mira Radičević         |
|       | Možemo i dr.  | Emina Kurtagić         |

| lista | lista                  | nositelj                        |
| ----- | ---------------------- | ------------------------------- |
|       | Zagreb United          | Stanislav Frančišković-Bilinski |
|       | HDZ i dr.              | Ela Mirković                    |
|       | Možemo i dr.           | Miljenko Matijević              |
|       | NL Pavle Kalinić i dr. | Iva Körbler                     |

| lista | lista        | nositelj                |
| ----- | ------------ | ----------------------- |
|       | HDZ i dr.    | Maria Francesca Prižmić |
|       | Možemo i dr. | Igor Piet Rešetnik      |

| lista | lista                    | nositelj           |
| ----- | ------------------------ | ------------------ |
|       | HDZ i dr.                | Dražen Vikić-Topić |
|       | NL Marija Selak Raspudić | Jasna Oreški       |
|       | Možemo i dr.             | Velibor Mačukatin  |

### 3. Mjesni odboriGČ Trnje
| lista | lista                  | nositelj           |
| ----- | ---------------------- | ------------------ |
|       | HDZ i dr.              | Toni Horvat        |
|       | Možemo i dr.           | Ivana Knez         |
|       | NL Pavle Kalinić i dr. | Dubravko Baričević |

| lista | lista        | nositelj        |
| ----- | ------------ | --------------- |
|       | HDZ i dr.    | Ana Galić       |
|       | Možemo i dr. | Dubravka Canjko |

| lista | lista            | nositelj        |
| ----- | ---------------- | --------------- |
|       | Plavi grad i dr. | Roman Lisec     |
|       | HDZ i dr.        | Ivan Staneković |
|       | Možemo i dr.     | Mladen Jemeršić |

| lista | lista        | nositelj        |
| ----- | ------------ | --------------- |
|       | HDZ i dr.    | Ivan Marić      |
|       | Možemo i dr. | Andrej Kajganić |

| lista | lista                  | nositelj          |
| ----- | ---------------------- | ----------------- |
|       | Plavi grad i dr.       | Rudolf Pristovnik |
|       | HDZ i dr.              | Mateo Marić       |
|       | Možemo i dr.           | Dalibor Pavičić   |
|       | NL Pavle Kalinić i dr. | Klaudio Pavia     |

| lista | lista        | nositelj        |
| ----- | ------------ | --------------- |
|       | HDZ i dr.    | Joško Krolo     |
|       | Možemo i dr. | Lucija Makovica |

| lista | lista        | nositelj      |
| ----- | ------------ | ------------- |
|       | HDZ i dr.    | Nikica Radoš  |
|       | Možemo i dr. | Dušanka Kovač |

| lista | lista            | nositelj        |
| ----- | ---------------- | --------------- |
|       | Plavi grad i dr. | Stela Ivanković |
|       | HDZ i dr.        | Karolina Šestak |
|       | Možemo i dr.     | Matko Radić     |

| lista | lista                  | nositelj         |
| ----- | ---------------------- | ---------------- |
|       | HDZ i dr.              | Vjekoslav Boršić |
|       | Možemo i dr.           | Vatroslav Miloš  |
|       | NL Pavle Kalinić i dr. | Anton Laci       |

| lista | lista        | nositelj       |
| ----- | ------------ | -------------- |
|       | HDZ i dr.    | Mile Žarak     |
|       | Most i dr.   | Lovro Marković |
|       | Možemo i dr. | Dunja Vuković  |
|       | grupa birača | Antun Poje     |

| lista | lista         | nositelj           |
| ----- | ------------- | ------------------ |
|       | Zagreb United | Zvonimir Pižić     |
|       | HDZ i dr.     | Dario Turković     |
|       | Možemo i dr.  | Ivana Božić Valkaj |

| lista | lista        | nositelj              |
| ----- | ------------ | --------------------- |
|       | HDZ i dr.    | Ljerka Kujundžić      |
|       | Možemo i dr. | Sanja Bosnar Halapija |

| lista | lista                  | nositelj       |
| ----- | ---------------------- | -------------- |
|       | HDZ i dr.              | Mihovil Eljuga |
|       | Možemo i dr.           | Nikola Bajai   |
|       | NL Pavle Kalinić i dr. | Pero Kovačević |

### 4. Mjesni odboriGČ Maksimir
| lista | lista                  | nositelj     |
| ----- | ---------------------- | ------------ |
|       | HDZ i dr.              | Ivan Pavić   |
|       | Možemo i dr.           | Tea Maršić   |
|       | NL Pavle Kalinić i dr. | Milica Sučić |

| lista | lista                  | nositelj          |
| ----- | ---------------------- | ----------------- |
|       | HDZ i dr.              | Ante Ivan Barišić |
|       | Možemo i dr.           | Svibor Jančić     |
|       | NL Pavle Kalinić i dr. | Josip Hrastić     |

| lista | lista        | nositelj        |
| ----- | ------------ | --------------- |
|       | HDZ i dr.    | Gordan Stepinac |
|       | Možemo i dr. | Petra Hrašćanec |

| lista | lista        | nositelj          |
| ----- | ------------ | ----------------- |
|       | HDZ i dr.    | Mladenka Šoda     |
|       | Možemo i dr. | Danijel Kokotović |

| lista | lista         | nositelj       |
| ----- | ------------- | -------------- |
|       | Zagreb United | Srđan Pichler  |
|       | grupa birača  | Goran Muić     |
|       | HDZ i dr.     | Ranko Janković |
|       | Možemo i dr.  | Igor Ružić     |

| lista | lista                  | nositelj       |
| ----- | ---------------------- | -------------- |
|       | Zagreb United          | Igor Vranješ   |
|       | HDZ i dr.              | Ante Pavičić   |
|       | Možemo i dr.           | Juraj Dolovčak |
|       | NL Pavle Kalinić i dr. | Jasna Lesički  |

| lista | lista                  | nositelj         |
| ----- | ---------------------- | ---------------- |
|       | Plavi grad i dr.       | Davor Dolence    |
|       | HDZ i dr.              | Jakov Petričević |
|       | Možemo i dr.           | Ivana Denačić    |
|       | NL Pavle Kalinić i dr. | Pavle Kalinić    |

| lista | lista                  | nositelj      |
| ----- | ---------------------- | ------------- |
|       | Zagreb United          | Sanja Sedić   |
|       | HDZ i dr.              | Luka Keškić   |
|       | Možemo i dr.           | Matija Čučuk  |
|       | Jedino Hrvatska! i dr. | Jela Jozeljić |

| lista | lista        | nositelj       |
| ----- | ------------ | -------------- |
|       | HDZ i dr.    | Dubravko Derk  |
|       | Možemo i dr. | Bojan Nonković |

| lista | lista                    | nositelj        |
| ----- | ------------------------ | --------------- |
|       | HDZ i dr.                | Josip Bagarić   |
|       | grupa birača             | Miroslav Marić  |
|       | NL Marija Selak Raspudić | Marko Mamić     |
|       | Možemo i dr.             | Srećko Mačković |

| lista | lista                  | nositelj     |
| ----- | ---------------------- | ------------ |
|       | Plavi grad i dr.       | Željko Džapo |
|       | HDZ i dr.              | Ivan Tadić   |
|       | Most i dr.             | Luka Dmiović |
|       | Možemo i dr.           | Norma Šafar  |
|       | Jedino Hrvatska! i dr. | Vlado Marić  |

### 5. Mjesni odboriGČ Peščenica – Žitnjak
| lista | lista            | nositelj               |
| ----- | ---------------- | ---------------------- |
|       | Zagreb United    | Ana Pekarik            |
|       | Plavi grad i dr. | Katarina Horvat Zrilić |
|       | HDZ i dr.        | Ivica Milković         |
|       | Možemo i dr.     | Ivana Perković         |

| lista | lista                  | nositelj        |
| ----- | ---------------------- | --------------- |
|       | Zagreb United          | Branka Olujić   |
|       | Plavi grad i dr.       | Dean Maslovara  |
|       | HDZ i dr.              | Borna Smrk      |
|       | Možemo i dr.           | Vesna Nikolić   |
|       | NL Pavle Kalinić i dr. | Mirjana Novačić |

| lista | lista        | nositelj            |
| ----- | ------------ | ------------------- |
|       | HDZ i dr.    | Petar Pandžić       |
|       | Možemo i dr. | Valentina Bedeković |

| lista | lista                  | nositelj       |
| ----- | ---------------------- | -------------- |
|       | Zagreb United          | Dragica Novak  |
|       | Plavi grad i dr.       | Dražen Bukovac |
|       | HDZ i dr.              | Sanja Mrvelj   |
|       | Možemo i dr.           | Ante Palada    |
|       | Jedino Hrvatska! i dr. | Blago Širić    |
|       | grupa birača           | Nada Orač      |

| lista | lista            | nositelj         |
| ----- | ---------------- | ---------------- |
|       | Zagreb United    | Inti Kos         |
|       | Plavi grad i dr. | Luka Dragić      |
|       | HDZ i dr.        | Branimir Pađen   |
|       | Možemo i dr.     | Hrabren Dobrotić |
|       | grupa birača     | Mateo Perko      |

| lista | lista        | nositelj               |
| ----- | ------------ | ---------------------- |
|       | HDZ i dr.    | Pavao Škoko Gavranović |
|       | Možemo i dr. | Vesna Špilar           |
|       | grupa birača | Marko Radelić          |

| lista | lista            | nositelj              |
| ----- | ---------------- | --------------------- |
|       | Plavi grad i dr. | Ivana Jozić Kalemušić |
|       | HDZ i dr.        | Marijan Ćužić         |
|       | Možemo i dr.     | Mario Šoštarić        |
|       | grupa birača     | Damir Ranec           |

| lista | lista            | nositelj        |
| ----- | ---------------- | --------------- |
|       | Plavi grad i dr. | Antonija Tiljak |
|       | HDZ i dr.        | Joso Barišić    |
|       | Možemo i dr.     | Ljuban Delić    |

| lista | lista                  | nositelj                |
| ----- | ---------------------- | ----------------------- |
|       | Zagreb United          | Jasmin-Mahmut Demirović |
|       | Plavi grad i dr.       | Damir Tabaković         |
|       | HDZ i dr.              | Filip Knežević          |
|       | Možemo i dr.           | Josipa Deronja          |
|       | Jedino Hrvatska! i dr. | Marinko Raič            |

| lista | lista         | nositelj        |
| ----- | ------------- | --------------- |
|       | Zagreb United | Nerma Šimunić   |
|       | HDZ i dr.     | Dora Gašparović |
|       | Možemo i dr.  | Nina Šantić     |

| lista | lista                  | nositelj        |
| ----- | ---------------------- | --------------- |
|       | Zagreb United          | Sabina Horvat   |
|       | HDZ i dr.              | Kristijan Rašić |
|       | Možemo i dr.           | Mate Rašić      |
|       | NL Pavle Kalinić i dr. | Sanja Stjepić   |

| lista | lista            | nositelj       |
| ----- | ---------------- | -------------- |
|       | Zagreb United    | Tijana Dusper  |
|       | Plavi grad i dr. | Dominik Žibrat |
|       | HDZ i dr.        | Dario Hlebec   |

| lista | lista                  | nositelj          |
| ----- | ---------------------- | ----------------- |
|       | Zagreb United          | Dario Jozić       |
|       | grupa birača           | Miljenko Blažević |
|       | Plavi grad i dr.       | Luka Ćosić        |
|       | HDZ i dr.              | Ana Kuštra        |
|       | Možemo i dr.           | Tomislav Brkić    |
|       | NL Pavle Kalinić i dr. | Marijo Pisk       |

| lista | lista                  | nositelj               |
| ----- | ---------------------- | ---------------------- |
|       | grupa birača           | Jasna Aljinović-Žuanić |
|       | Zagreb United          | Stipo Grgić            |
|       | Plavi grad i dr.       | Martina Šimić          |
|       | HDZ i dr.              | Dino Gudelj            |
|       | Možemo i dr.           | Nikola Zdunić          |
|       | Jedino Hrvatska! i dr. | Mladen Kranjčec        |

| lista | lista        | nositelj         |
| ----- | ------------ | ---------------- |
|       | HDZ i dr.    | Marija Pavičić   |
|       | Most i dr.   | Vladimir Marenić |
|       | Možemo i dr. | Zdenka Blatančić |

| lista | lista                  | nositelj           |
| ----- | ---------------------- | ------------------ |
|       | Zagreb United          | Mario Gavran       |
|       | Plavi grad i dr.       | Mario Kovačić      |
|       | HDZ i dr.              | Marko Majdak       |
|       | Možemo i dr.           | Mehmed Ramić       |
|       | NL Pavle Kalinić i dr. | Slavica Marinković |

### 6. Mjesni odboriGČ Novi Zagreb – istok
| lista | lista                    | nositelj        |
| ----- | ------------------------ | --------------- |
|       | HDZ i dr.                | Juraj Ban       |
|       | NL Marija Selak Raspudić | Anna Mišar      |
|       | Možemo i dr.             | Zlatica Gudiček |

| lista | lista                  | nositelj          |
| ----- | ---------------------- | ----------------- |
|       | grupa birača           | Mirela Mikić Muha |
|       | HDZ i dr.              | Darko Borovac     |
|       | Možemo i dr.           | Berislav Ptiček   |
|       | Jedino Hrvatska! i dr. | Davor Gregurić    |

| lista | lista            | nositelj         |
| ----- | ---------------- | ---------------- |
|       | Plavi grad i dr. | Marina Havidić   |
|       | HDZ i dr.        | Denis Magličić   |
|       | Možemo i dr.     | Alka Domić Kunić |

| lista | lista            | nositelj         |
| ----- | ---------------- | ---------------- |
|       | Plavi grad i dr. | Lucija Budinski  |
|       | grupa birača     | Darko Furić      |
|       | HDZ i dr.        | Bruno Dogančić   |
|       | Most i dr.       | Branimir Pervan  |
|       | Možemo i dr.     | Silvija Mrkonjić |

| lista | lista         | nositelj                 |
| ----- | ------------- | ------------------------ |
|       | grupa birača  | Josip Benko              |
|       | Zagreb United | Božidar Rauch            |
|       | HDZ i dr.     | Antonio Pavlečić         |
|       | Možemo i dr.  | Romana Crkvenac Glavinić |

| lista | lista                  | nositelj          |
| ----- | ---------------------- | ----------------- |
|       | grupa birača           | Mladen Devčić     |
|       | HDZ i dr.              | Sanja Štimac      |
|       | Možemo i dr.           | Danijel Ljuboja   |
|       | NL Pavle Kalinić i dr. | Vladimir Perković |

| lista | lista         | nositelj         |
| ----- | ------------- | ---------------- |
|       | Zagreb United | Sanjica Fresl    |
|       | HDZ i dr.     | Juraj Barbarić   |
|       | Možemo i dr.  | Benjamin Vuković |

| lista | lista        | nositelj       |
| ----- | ------------ | -------------- |
|       | grupa birača | Ida Bogadi     |
|       | HDZ i dr.    | Tomislav Prpić |
|       | Most i dr.   | Ivan Kuk       |
|       | Možemo i dr. | Matija Roglić  |

| lista | lista                  | nositelj              |
| ----- | ---------------------- | --------------------- |
|       | Zagreb United          | Vlado Gazdek          |
|       | HDZ i dr.              | Jakov Novosel         |
|       | Možemo i dr.           | Tajna Pavlović Stojić |
|       | Jedino Hrvatska! i dr. | Mario Tomašić         |

| lista | lista     | nositelj    |
| ----- | --------- | ----------- |
|       | HDZ i dr. | Marko Jukić |

| lista | lista                  | nositelj               |
| ----- | ---------------------- | ---------------------- |
|       | Zagreb United          | Nenad Pavlinić         |
|       | Plavi grad i dr.       | Matea Popović Tonković |
|       | HDZ i dr.              | Kristijan Frida        |
|       | Možemo i dr.           | Zvonimir Mahečić       |
|       | Jedino Hrvatska! i dr. | Zdravko Martinović     |
|       | grupa birača           | Bruno Pintar           |

### 7. Mjesni odboriGČ Novi Zagreb – zapad
| lista | lista                  | nositelj         |
| ----- | ---------------------- | ---------------- |
|       | HDZ i dr.              | Tomislav Barun   |
|       | Možemo i dr.           | Laila Novak      |
|       | Jedino Hrvatska! i dr. | Snježana Jukić   |
|       | NL Pavle Kalinić i dr. | Jadranko Baturić |

| lista | lista        | nositelj       |
| ----- | ------------ | -------------- |
|       | HDZ i dr.    | Ivan Čeh       |
|       | Možemo i dr. | Jozefina Gruić |
|       | grupa birača | Ivan Pavlić    |

| lista | lista     | nositelj      |
| ----- | --------- | ------------- |
|       | HDZ i dr. | Dario Salajec |

| lista | lista        | nositelj        |
| ----- | ------------ | --------------- |
|       | HDZ i dr.    | Marija Križanić |
|       | Možemo i dr. | Slavko Križanić |

| lista | lista                  | nositelj           |
| ----- | ---------------------- | ------------------ |
|       | grupa birača           | Neven Botica       |
|       | HDZ i dr.              | Damir Karasman     |
|       | Možemo i dr.           | Željka Hamaček     |
|       | Jedino Hrvatska! i dr. | Martina Jović      |
|       | NL Pavle Kalinić i dr. | Miljenko Todorović |

| lista | lista                  | nositelj                 |
| ----- | ---------------------- | ------------------------ |
|       | HDZ i dr.              | Silvije Sambol           |
|       | NL Pavle Kalinić i dr. | Nikolina Josipović Kuruc |

| lista | lista        | nositelj         |
| ----- | ------------ | ---------------- |
|       | HDZ i dr.    | Ivo Bulaja       |
|       | Možemo i dr. | Belizar Karlović |

| lista | lista                    | nositelj                |
| ----- | ------------------------ | ----------------------- |
|       | HDZ i dr.                | Ivan Marčeta            |
|       | NL Marija Selak Raspudić | Josip Hren              |
|       | Most i dr.               | Dragan Pocernja         |
|       | Možemo i dr.             | Stipica Kelava-Vrdoljak |
|       | Jedino Hrvatska! i dr.   | Roman Kobeščak          |
|       | NL Pavle Kalinić i dr.   | Dino Vargek             |

| lista | lista                  | nositelj         |
| ----- | ---------------------- | ---------------- |
|       | Plavi grad i dr.       | Josip Majić      |
|       | HDZ i dr.              | Miroslav Puntar  |
|       | Most i dr.             | Marin Mostarčić  |
|       | Možemo i dr.           | Marko Vranić     |
|       | NL Pavle Kalinić i dr. | Biserka Petrović |
|       | grupa birača           | Antonio Farago   |

| lista | lista         | nositelj          |
| ----- | ------------- | ----------------- |
|       | Zagreb United | Damir Biškupić    |
|       | HDZ i dr.     | Stjepan Maravić   |
|       | Most i dr.    | Miroslav Crnković |
|       | Možemo i dr.  | Ivan Šopar        |

| lista | lista                  | nositelj        |
| ----- | ---------------------- | --------------- |
|       | HDZ i dr.              | Marko Periša    |
|       | Možemo i dr.           | Jurica Predović |
|       | Jedino Hrvatska! i dr. | Tomislav Mahin  |

| lista | lista                  | nositelj           |
| ----- | ---------------------- | ------------------ |
|       | HDZ i dr.              | Filip Lauš         |
|       | Most i dr.             | Jozo Krajinović    |
|       | Možemo i dr.           | Katarina Jovanović |
|       | Jedino Hrvatska! i dr. | Božidar Cesarec    |
|       | NL Pavle Kalinić i dr. | Marko Bunčić       |

| lista | lista                  | nositelj      |
| ----- | ---------------------- | ------------- |
|       | HDZ i dr.              | Teo Šute      |
|       | Možemo i dr.           | Denis Patafta |
|       | NL Pavle Kalinić i dr. | Ivan Grgić    |

| lista | lista                  | nositelj       |
| ----- | ---------------------- | -------------- |
|       | HDZ i dr.              | Zlatko Galešić |
|       | Možemo i dr.           | Teo Grančić    |
|       | Jedino Hrvatska! i dr. | Željko Kosier  |
|       | NL Pavle Kalinić i dr. | Ivan Drmić     |

| lista | lista                  | nositelj          |
| ----- | ---------------------- | ----------------- |
|       | Zagreb United          | Nenad Rabljenović |
|       | grupa birača           | Ivan Ćavar        |
|       | HDZ i dr.              | Vedran Ivanković  |
|       | Most i dr.             | Ivan Iličić       |
|       | Možemo i dr.           | Karmen Trlaja     |
|       | NL Pavle Kalinić i dr. | Matej Baturić     |

| lista | lista                  | nositelj              |
| ----- | ---------------------- | --------------------- |
|       | HDZ i dr.              | Lidija Renata Stolica |
|       | Možemo i dr.           | Radovan Bjeloš        |
|       | NL Pavle Kalinić i dr. | Božidar Borojević     |

### 8. Mjesni odboriGČ Trešnjevka – sjever
| lista | lista        | nositelj               |
| ----- | ------------ | ---------------------- |
|       | HDZ i dr.    | Stela Prislan Fujs     |
|       | Možemo i dr. | Marina Rakas Starčević |

| lista | lista            | nositelj           |
| ----- | ---------------- | ------------------ |
|       | Plavi grad i dr. | Danijel Hercigonja |
|       | HDZ i dr.        | Goran Štefek       |
|       | Možemo i dr.     | Maja Šćukanec      |

| lista | lista        | nositelj         |
| ----- | ------------ | ---------------- |
|       | HDZ i dr.    | Simona Ivanković |
|       | Možemo i dr. | Mislav Zlatarić  |

| lista | lista            | nositelj           |
| ----- | ---------------- | ------------------ |
|       | Zagreb United    | Ivan Perzan        |
|       | Plavi grad i dr. | Branko Utješinović |
|       | HDZ i dr.        | Ivan Vučur         |
|       | Možemo i dr.     | Vesna Matić        |

| lista | lista        | nositelj        |
| ----- | ------------ | --------------- |
|       | HDZ i dr.    | Hrvoje Vraneš   |
|       | Možemo i dr. | Margareta Čotić |

| lista | lista                    | nositelj              |
| ----- | ------------------------ | --------------------- |
|       | Plavi grad i dr.         | Saša Furdek           |
|       | HDZ i dr.                | Špiro Janović         |
|       | NL Marija Selak Raspudić | Miroslav Jeleč        |
|       | Možemo i dr.             | Mislav Šajatović Šuba |

| lista | lista            | nositelj        |
| ----- | ---------------- | --------------- |
|       | Plavi grad i dr. | Vesna Ghazawi   |
|       | HDZ i dr.        | Mislav Pervan   |
|       | grupa birača     | Krešimir Medved |
|       | Most i dr.       | Antun Pervan    |
|       | Možemo i dr.     | Željko Smode    |

| lista | lista        | nositelj     |
| ----- | ------------ | ------------ |
|       | HDZ i dr.    | Ida Frajt    |
|       | Možemo i dr. | Alma Smojver |

| lista | lista            | nositelj         |
| ----- | ---------------- | ---------------- |
|       | Plavi grad i dr. | Matej Amidžić    |
|       | HDZ i dr.        | Velimir Mrkonjić |
|       | Možemo i dr.     | Željko Grupković |

| lista | lista                    | nositelj       |
| ----- | ------------------------ | -------------- |
|       | Zagreb United            | Irina Jozić    |
|       | Plavi grad i dr.         | Zenita Orač    |
|       | HDZ i dr.                | Krešimir Rehak |
|       | NL Marija Selak Raspudić | Dario Rudec    |
|       | Možemo i dr.             | Vesna Bečić    |

### 9. Mjesni odboriGČ Trešnjevka – jug
| lista | lista                    | nositelj        |
| ----- | ------------------------ | --------------- |
|       | Plavi grad i dr.         | Iva Novak       |
|       | HDZ i dr.                | Maja Trut       |
|       | NL Marija Selak Raspudić | Josip Ćurić     |
|       | Most i dr.               | Hrvoje Pelaić   |
|       | Možemo i dr.             | Mladen Smrekar  |
|       | Jedino Hrvatska! i dr.   | Tomislav Jonjić |

| lista | lista                  | nositelj      |
| ----- | ---------------------- | ------------- |
|       | Plavi grad i dr.       | Domagoj Petih |
|       | HDZ i dr.              | Goran Koić    |
|       | Možemo i dr.           | Marko Fuček   |
|       | Jedino Hrvatska! i dr. | Ivica Sraga   |

| lista | lista                    | nositelj              |
| ----- | ------------------------ | --------------------- |
|       | Plavi grad i dr.         | Kristina Grgin Bublić |
|       | HDZ i dr.                | Tonći Perković        |
|       | NL Marija Selak Raspudić | Viktor Kuharić        |
|       | Možemo i dr.             | Mario Devčić          |
|       | NL Pavle Kalinić i dr.   | Andrej Plančak        |

| lista | lista                    | nositelj            |
| ----- | ------------------------ | ------------------- |
|       | Zagreb United            | Sadik Hajdarević    |
|       | Plavi grad i dr.         | Desanka Majstorović |
|       | HDZ i dr.                | Lindijana Jušić     |
|       | NL Marija Selak Raspudić | Anđelka Meštrović   |
|       | Možemo i dr.             | Valentina Knežević  |
|       | NL Pavle Kalinić i dr.   | Skender Berisha     |

| lista | lista                    | nositelj       |
| ----- | ------------------------ | -------------- |
|       | HDZ i dr.                | Krešimir Bikić |
|       | NL Marija Selak Raspudić | Goran Ostrički |
|       | Možemo i dr.             | Branka Štrkalj |
|       | Jedino Hrvatska! i dr.   | Nenad Stepić   |

| lista | lista                  | nositelj     |
| ----- | ---------------------- | ------------ |
|       | Plavi grad i dr.       | Alma Matušić |
|       | HDZ i dr.              | Matko Grgić  |
|       | Možemo i dr.           | Nikola Kos   |
|       | Jedino Hrvatska! i dr. | Martin Kovač |

### 10. Mjesni odboriGČ Črnomerec
| lista | lista            | nositelj        |
| ----- | ---------------- | --------------- |
|       | Zagreb United    | Alen Vilhar     |
|       | Plavi grad i dr. | Dubravko Petrač |
|       | HDZ i dr.        | Vesna Žulj      |
|       | Možemo i dr.     | Tomislav Uršić  |

| lista | lista         | nositelj             |
| ----- | ------------- | -------------------- |
|       | Zagreb United | Tomislav Kolačny     |
|       | HDZ i dr.     | Maja Koprivanac      |
|       | Možemo i dr.  | Sandra Krznar Piskor |

| lista | lista         | nositelj       |
| ----- | ------------- | -------------- |
|       | Zagreb United | Lovro Catela   |
|       | HDZ i dr.     | Damir Krznarić |
|       | Možemo i dr.  | Davorin Bodiš  |

| lista | lista                  | nositelj       |
| ----- | ---------------------- | -------------- |
|       | Zagreb United          | Anita Pintarić |
|       | HDZ i dr.              | Ivan Matijević |
|       | grupa birača           | Branko Kasalo  |
|       | Možemo i dr.           | Ivo Zagorec    |
|       | NL Pavle Kalinić i dr. | Marko Kravar   |

| lista | lista         | nositelj      |
| ----- | ------------- | ------------- |
|       | Zagreb United | Damir Petek   |
|       | HDZ i dr.     | Ivanka Boras  |
|       | Možemo i dr.  | Hrvoje Krsnik |

| lista | lista            | nositelj          |
| ----- | ---------------- | ----------------- |
|       | Zagreb United    | Zlatko Kruc       |
|       | Plavi grad i dr. | Branko Ferina     |
|       | HDZ i dr.        | Mario Tudjek      |
|       | Most i dr.       | Tomislav Grmovšek |
|       | Možemo i dr.     | Gorana Marin      |

| lista | lista         | nositelj         |
| ----- | ------------- | ---------------- |
|       | Zagreb United | Mladen Salajster |
|       | HDZ i dr.     | Antonio Tolić    |
|       | Možemo i dr.  | Heidi Eterović   |

| lista | lista         | nositelj        |
| ----- | ------------- | --------------- |
|       | Zagreb United | Hrvoje Vajdić   |
|       | HDZ i dr.     | Marija Vrhovski |
|       | Možemo i dr.  | Diana Bekavac   |

### 11. Mjesni odboriGČ Gornja Dubrava
| lista | lista                    | nositelj        |
| ----- | ------------------------ | --------------- |
|       | Zagreb United            | Ivan Furdin     |
|       | Dalija Orešković i dr.   | Antonella Velić |
|       | HDZ i dr.                | Anto Stanić     |
|       | NL Marija Selak Raspudić | Anamaria Raguž  |
|       | Možemo i dr.             | Nikolina Malić  |
|       | Jedino Hrvatska! i dr.   | Romana Brnabić  |

| lista | lista            | nositelj          |
| ----- | ---------------- | ----------------- |
|       | Zagreb United    | Stjepan Pintur    |
|       | Plavi grad i dr. | Marija Jerković   |
|       | HDZ i dr.        | Zdravko Fabijanić |
|       | Možemo i dr.     | Domagoj Buhin     |

| lista | lista                  | nositelj         |
| ----- | ---------------------- | ---------------- |
|       | Zagreb United          | Ivica Ivanović   |
|       | Dalija Orešković i dr. | Ivica Hađur      |
|       | HDZ i dr.              | Vlado Svibovec   |
|       | Možemo i dr.           | Dario Budak      |
|       | Jedino Hrvatska! i dr. | Doroteja Matasić |
|       | Plavi grad i dr.       | Josip Budak      |

| lista | lista            | nositelj        |
| ----- | ---------------- | --------------- |
|       | Zagreb United    | Mario Vranješ   |
|       | Plavi grad i dr. | Martina Lovrić  |
|       | HDZ i dr.        | Dario Marić     |
|       | Možemo i dr.     | Mirela Žumberac |

| lista | lista                  | nositelj         |
| ----- | ---------------------- | ---------------- |
|       | Zagreb United          | Tomislav Golubić |
|       | Plavi grad i dr.       | Dražen Ferenčak  |
|       | HDZ i dr.              | Damir Nehyba     |
|       | Možemo i dr.           | Ivana Blažević   |
|       | Jedino Hrvatska! i dr. | Lucija Matić     |
|       | NL Pavle Kalinić i dr. | Zlatko Ivković   |

| lista | lista                  | nositelj          |
| ----- | ---------------------- | ----------------- |
|       | Zagreb United          | Ivana Jerbić      |
|       | Plavi grad i dr.       | Ivana Krznarić    |
|       | HDZ i dr.              | Petar Kopić       |
|       | Most i dr.             | Davor Mačukat     |
|       | Možemo i dr.           | Leonardo Pierobon |
|       | Jedino Hrvatska! i dr. | Kristijan Palić   |

| lista | lista            | nositelj         |
| ----- | ---------------- | ---------------- |
|       | Zagreb United    | Luka Holjevac    |
|       | Plavi grad i dr. | Nikola Glasnović |
|       | HDZ i dr.        | Vinko Rodić      |

| lista | lista                  | nositelj                |
| ----- | ---------------------- | ----------------------- |
|       | Zagreb United          | Dalibor Kelčec Pester   |
|       | HDZ i dr.              | Renato Blažun           |
|       | Možemo i dr.           | Davorka Moslavac Forjan |
|       | Jedino Hrvatska! i dr. | Ante Ćesić              |
|       | grupa birača           | Zoran Prica             |

| lista | lista                  | nositelj                 |
| ----- | ---------------------- | ------------------------ |
|       | Zagreb United          | Željko Berić             |
|       | Plavi grad i dr.       | Antoneta Duhanaj Brekalo |
|       | HDZ i dr.              | Stjepan Franić           |
|       | Možemo i dr.           | Helena Kereta Telišman   |
|       | Jedino Hrvatska! i dr. | Dominik Andreić          |

| lista | lista                  | nositelj           |
| ----- | ---------------------- | ------------------ |
|       | Zagreb United          | Dijana Bačani      |
|       | HDZ i dr.              | Krešimir Huzek     |
|       | Most i dr.             | Danijel Folnegović |
|       | Jedino Hrvatska! i dr. | Andrija Čepin      |

| lista | lista                  | nositelj              |
| ----- | ---------------------- | --------------------- |
|       | Zagreb United          | Petra Križić          |
|       | Plavi grad i dr.       | Ivan Šarić            |
|       | HDZ i dr.              | Dubravko Nekret-Katić |
|       | Jedino Hrvatska! i dr. | Ivan Radoš            |

| lista | lista            | nositelj         |
| ----- | ---------------- | ---------------- |
|       | Zagreb United    | Ivica Zadro      |
|       | Plavi grad i dr. | Ivan Đurđenić    |
|       | HDZ i dr.        | Robert Cvitković |
|       | Možemo i dr.     | Ivica Prežec     |

| lista | lista                  | nositelj         |
| ----- | ---------------------- | ---------------- |
|       | Zagreb United          | Denis Marković   |
|       | Plavi grad i dr.       | Monika Štajduhar |
|       | HDZ i dr.              | Petar Vranjković |
|       | Možemo i dr.           | Ingrid Grgić     |
|       | Jedino Hrvatska! i dr. | Ladislav Plantić |

| lista | lista                  | nositelj        |
| ----- | ---------------------- | --------------- |
|       | Zagreb United          | Snježana Živčić |
|       | HDZ i dr.              | Miro Ojvan      |
|       | Možemo i dr.           | Renata Hofer    |
|       | Jedino Hrvatska! i dr. | Dražen Rubić    |

| lista | lista            | nositelj       |
| ----- | ---------------- | -------------- |
|       | Zagreb United    | Kruno Popinjač |
|       | Plavi grad i dr. | Ivan Bandić    |
|       | HDZ i dr.        | Krešim Maretić |
|       | Most i dr.       | Matej Crnković |

| lista | lista         | nositelj         |
| ----- | ------------- | ---------------- |
|       | Zagreb United | Krešimir Jurišić |
|       | HDZ i dr.     | Branimir Burić   |
|       | Možemo i dr.  | Jasna Hanić      |

### 12. Mjesni odboriGČ Donja Dubrava
| lista | lista         | nositelj          |
| ----- | ------------- | ----------------- |
|       | Zagreb United | Mario Kolar       |
|       | HDZ i dr.     | Jadranka Petrović |
|       | Možemo i dr.  | Damir Škarić      |

| lista | lista            | nositelj         |
| ----- | ---------------- | ---------------- |
|       | Zagreb United    | Branko Požgajec  |
|       | Plavi grad i dr. | Albina Höenig    |
|       | HDZ i dr.        | Marina Šimun     |
|       | Možemo i dr.     | Dorotea Šafranić |

| lista | lista                  | nositelj           |
| ----- | ---------------------- | ------------------ |
|       | Zagreb United          | Robert Tober       |
|       | Plavi grad i dr.       | Andrija Berišić    |
|       | HDZ i dr.              | Kristijan Bolarić  |
|       | Most i dr.             | Srećko Dončević    |
|       | Možemo i dr.           | Zrinka Penava      |
|       | Jedino Hrvatska! i dr. | Maja Oreški Pavliš |

| lista | lista            | nositelj          |
| ----- | ---------------- | ----------------- |
|       | Zagreb United    | Antun Borovčak    |
|       | Plavi grad i dr. | Asmira Belošević  |
|       | HDZ i dr.        | Dražen Rakitničan |
|       | Možemo i dr.     | Ivana Ljubić      |

| lista | lista                  | nositelj       |
| ----- | ---------------------- | -------------- |
|       | Zagreb United          | Jelena Horvat  |
|       | HDZ i dr.              | Nevenka Habric |
|       | NL Pavle Kalinić i dr. | Ivica Gavrić   |

| lista | lista            | nositelj        |
| ----- | ---------------- | --------------- |
|       | Zagreb United    | Anto Ešegović   |
|       | Plavi grad i dr. | Ivan Volar      |
|       | HDZ i dr.        | Miro Anušić     |
|       | Možemo i dr.     | Tomislav Ivanek |

| lista | lista            | nositelj              |
| ----- | ---------------- | --------------------- |
|       | Zagreb United    | Antun Bošnjaković     |
|       | Plavi grad i dr. | Sebastijan Ćibarić    |
|       | HDZ i dr.        | Matej Klaić           |
|       | Možemo i dr.     | Snježana Tkalčić-Pisk |

| lista | lista         | nositelj          |
| ----- | ------------- | ----------------- |
|       | Zagreb United | Damir Perica      |
|       | HDZ i dr.     | Saša Sumajstorčić |
|       | Most i dr.    | Ivana Lopac Tujec |
|       | Možemo i dr.  | Marina Marunić    |

### 13. Mjesni odboriGČ Stenjevec
| lista | lista                  | nositelj          |
| ----- | ---------------------- | ----------------- |
|       | Plavi grad i dr.       | Ivo Marković      |
|       | HDZ i dr.              | Mladen Malogorski |
|       | Most i dr.             | Željko Prosinečki |
|       | Možemo i dr.           | Zoran Tihomirović |
|       | Jedino Hrvatska! i dr. | Dujo Renić        |

| lista | lista         | nositelj       |
| ----- | ------------- | -------------- |
|       | Zagreb United | Jasna Mrkoci   |
|       | HDZ i dr.     | Tomislav Pavić |
|       | Most i dr.    | Darija Beljan  |
|       | Možemo i dr.  | Mario Mutak    |

| lista | lista                  | nositelj         |
| ----- | ---------------------- | ---------------- |
|       | Plavi grad i dr.       | Tomislav Zirdum  |
|       | HDZ i dr.              | Danijel Čajkovac |
|       | Most i dr.             | Marko Sladoljev  |
|       | Možemo i dr.           | Marcello Milovac |
|       | Jedino Hrvatska! i dr. | Željko Zovko     |
|       | NL Pavle Kalinić i dr. | Željko Mladić    |

| lista | lista                    | nositelj         |
| ----- | ------------------------ | ---------------- |
|       | Zagreb United            | Tome Krajinović  |
|       | HDZ i dr.                | Franjo Vrbić     |
|       | NL Marija Selak Raspudić | Ljubomir Ciprić  |
|       | Most i dr.               | Mislav Kraljević |
|       | Možemo i dr.             | Jelena Andrić    |
|       | Jedino Hrvatska! i dr.   | Dražen Serdar    |

| lista | lista                  | nositelj           |
| ----- | ---------------------- | ------------------ |
|       | Plavi grad i dr.       | Dominko Filipović  |
|       | grupa birača           | Sanjin Džeko       |
|       | HDZ i dr.              | Tomislav Dubravčić |
|       | Most i dr.             | Mario Plazibat     |
|       | Možemo i dr.           | Krešimir Čukman    |
|       | Jedino Hrvatska! i dr. | Frano Čirko        |

| lista | lista         | nositelj       |
| ----- | ------------- | -------------- |
|       | Zagreb United | Marin Čveljo   |
|       | HDZ i dr.     | Ivan Šurbek    |
|       | Možemo i dr.  | Rajka Bermanec |

### 14. Mjesni odboriGČ Podsused - Vrapče
| lista | lista                    | nositelj              |
| ----- | ------------------------ | --------------------- |
|       | Zagreb United            | Marijana Bilić Rakvin |
|       | HDZ i dr.                | Nikolina Dumbović     |
|       | NL Marija Selak Raspudić | Mažda Hdagha          |
|       | Most i dr.               | Lucija Andrel         |
|       | Možemo i dr.             | Mateja Milinković     |
|       | Jedino Hrvatska! i dr.   | Ante Sliško           |
|       | NL Pavle Kalinić i dr.   | Dominik Vukušić       |

| lista | lista                  | nositelj              |
| ----- | ---------------------- | --------------------- |
|       | HDZ i dr.              | Karlo Mandarić        |
|       | grupa birača           | Vlatka Makarun        |
|       | Most i dr.             | Ivana Frljić Marković |
|       | Možemo i dr.           | Ivan Lalić            |
|       | Jedino Hrvatska! i dr. | Denis Šeler           |
|       | Plavi grad i dr.       | Anđelko Vučenik       |

| lista | lista                    | nositelj         |
| ----- | ------------------------ | ---------------- |
|       | Zagreb United            | Vlatka Pažin     |
|       | HDZ i dr.                | Stjepan Gazdek   |
|       | NL Marija Selak Raspudić | Alen Ozimec      |
|       | Most i dr.               | Ivan Orlović     |
|       | Možemo i dr.             | Dragutin Gorički |

| lista | lista                    | nositelj      |
| ----- | ------------------------ | ------------- |
|       | Zagreb United            | Dragica Ribić |
|       | Plavi grad i dr.         | Jozo Tolić    |
|       | HDZ i dr.                | Sandra Bojmić |
|       | NL Marija Selak Raspudić | Ana Vučković  |
|       | Most i dr.               | Dario Filko   |
|       | Možemo i dr.             | Luka De Marco |
|       | Jedino Hrvatska! i dr.   | Dane Lozušić  |
|       | grupa birača             | Ivan Vešligaj |

| lista | lista                  | nositelj       |
| ----- | ---------------------- | -------------- |
|       | Zagreb United          | Nikola Linić   |
|       | Plavi grad i dr.       | Ivica Ivić     |
|       | Hoćemo pravedno i dr.  | Dubravko Peroš |
|       | HDZ i dr.              | Đuro Jaković   |
|       | Možemo i dr.           | Tena Tarle     |
|       | Jedino Hrvatska! i dr. | Tomislav Jelić |
|       | NL Pavle Kalinić i dr. | Snježana Mesek |

| lista | lista                  | nositelj        |
| ----- | ---------------------- | --------------- |
|       | Zagreb United          | Terezija Šestak |
|       | Plavi grad i dr.       | Hrvoje Ribičić  |
|       | HDZ i dr.              | Marko Kozar     |
|       | Most i dr.             | Matija Vurnek   |
|       | Možemo i dr.           | Adrian Kozonić  |
|       | NL Pavle Kalinić i dr. | Drago Bolšec    |

| lista | lista                  | nositelj           |
| ----- | ---------------------- | ------------------ |
|       | Zagreb United          | Snježana Vidaković |
|       | Plavi grad i dr.       | Dejan Kljajić      |
|       | HDZ i dr.              | Damir Vucić        |
|       | Most i dr.             | Ivan Terze         |
|       | Možemo i dr.           | Dinko Kobešćak     |
|       | Jedino Hrvatska! i dr. | Zvonimir Marić     |

### 15. Mjesni odboriGČ Podsljeme
| lista | lista                    | nositelj              |
| ----- | ------------------------ | --------------------- |
|       | Plavi grad i dr.         | Karlo Lovnički        |
|       | Dalija Orešković i dr.   | Dubravka Štengl       |
|       | HDZ i dr.                | Neven Tučkar          |
|       | grupa birača             | Marijan Kos           |
|       | NL Marija Selak Raspudić | Ana Večerin Novaković |
|       | Možemo i dr.             | Ines Udodovsky        |
|       | Jedino Hrvatska! i dr.   | Petar Knezović        |

| lista | lista                    | nositelj                |
| ----- | ------------------------ | ----------------------- |
|       | grupa birača             | Tomislav Antolović      |
|       | Zagreb United            | Igor Žunec              |
|       | HDZ i dr.                | Nenad Cebić             |
|       | NL Marija Selak Raspudić | Mario Jurica Kobasić    |
|       | Most i dr.               | Branimir Antun Puntarić |
|       | Možemo i dr.             | Brankica Habijanec      |
|       | Jedino Hrvatska! i dr.   | Darko Budek             |
|       | NL Pavle Kalinić i dr.   | Kristijan Brajković     |

| lista | lista                    | nositelj          |
| ----- | ------------------------ | ----------------- |
|       | HDZ i dr.                | Marko Erdeljac    |
|       | NL Marija Selak Raspudić | Silva Vresk       |
|       | grupa birača             | Tomislav Martek   |
|       | Možemo i dr.             | Nevenka Jakopanec |

| lista | lista                    | nositelj          |
| ----- | ------------------------ | ----------------- |
|       | Zagreb United            | Andreja Kuzmić    |
|       | HDZ i dr.                | Jure Tomičić      |
|       | NL Marija Selak Raspudić | Krešimir Kompesak |
|       | Možemo i dr.             | Bojan Štimec      |
|       | Plavi grad i dr.         | Mirta Hansal      |

| lista | lista                    | nositelj        |
| ----- | ------------------------ | --------------- |
|       | HDZ i dr.                | Josip Huzanić   |
|       | grupa birača             | Bernarda Hukman |
|       | NL Marija Selak Raspudić | Mario Huzanić   |

### 16. Mjesni odboriGČ Sesvete
| lista | lista                  | nositelj               |
| ----- | ---------------------- | ---------------------- |
|       | HDZ i dr.              | Danijel Mrkonja        |
|       | Možemo i dr.           | Barbara Šimek Mladiček |
|       | NL Pavle Kalinić i dr. | Branko Kunjko          |

| lista | lista        | nositelj           |
| ----- | ------------ | ------------------ |
|       | HDZ i dr.    | Krunoslav Bastalec |
|       | grupa birača | Darijo Kušt        |

| lista | lista            | nositelj       |
| ----- | ---------------- | -------------- |
|       | Plavi grad i dr. | Jelena Combaj  |
|       | HDZ i dr.        | Nikola Tudek   |
|       | Možemo i dr.     | Stjepan Combaj |

| lista | lista        | nositelj      |
| ----- | ------------ | ------------- |
|       | HDZ i dr.    | Domagoj Radoš |
|       | Možemo i dr. | Silvija Pigac |

| lista | lista        | nositelj        |
| ----- | ------------ | --------------- |
|       | HDZ i dr.    | Miroslav Ljutić |
|       | Možemo i dr. | Magda Mas       |

| lista | lista            | nositelj    |
| ----- | ---------------- | ----------- |
|       | Plavi grad i dr. | Nino Koščec |

| lista | lista            | nositelj         |
| ----- | ---------------- | ---------------- |
|       | Plavi grad i dr. | Marijan Birtić   |
|       | HDZ i dr.        | Josip Bošnjak    |
|       | Možemo i dr.     | Zlatko Milanović |
|       | Projekt Domovina | Ivica Vukelić    |

| lista | lista            | nositelj       |
| ----- | ---------------- | -------------- |
|       | Plavi grad i dr. | Nenad Jereb    |
|       | HDZ i dr.        | Dario Bojničić |

| lista | lista            | nositelj         |
| ----- | ---------------- | ---------------- |
|       | HDZ i dr.        | Josip Martinović |
|       | Možemo i dr.     | Mato Križić      |
|       | Plavi grad i BUZ | Branko Frančević |
|       | Projekt Domovina | Ivica Kaurinović |

| lista | lista        | nositelj        |
| ----- | ------------ | --------------- |
|       | grupa birača | Marijo Đurković |
|       | Možemo i dr. | Ivan Petljak    |

| lista | lista            | nositelj    |
| ----- | ---------------- | ----------- |
|       | Plavi grad i dr. | Nenad Košec |
|       | HDZ i dr.        | Ivan Labaš  |

| lista | lista                  | nositelj             |
| ----- | ---------------------- | -------------------- |
|       | Plavi grad i dr.       | Mira Halapa          |
|       | HDZ i dr.              | Nikola Lovrenčević   |
|       | Možemo i dr.           | Nives Curić          |
|       | NL Pavle Kalinić i dr. | Ksenija Ulamec Mamić |
|       | Projekt Domovina       | Vinko Batinić        |

| lista | lista        | nositelj      |
| ----- | ------------ | ------------- |
|       | HDZ i dr.    | Mladen Bukal  |
|       | Možemo i dr. | Lana Zrnić    |
|       | grupa birača | Josip Valetić |

| lista | lista        | nositelj     |
| ----- | ------------ | ------------ |
|       | HDZ i dr.    | Franjo Paj   |
|       | Možemo i dr. | Josip Kašnar |

| lista | lista        | nositelj         |
| ----- | ------------ | ---------------- |
|       | grupa birača | Damir Kostanjski |

| lista | lista                  | nositelj                    |
| ----- | ---------------------- | --------------------------- |
|       | Zagreb United          | Ana Rajner                  |
|       | HDZ i dr.              | Tamara Prodanović Plaščević |
|       | Možemo i dr.           | Zlatko Kovačić              |
|       | Jedino Hrvatska! i dr. | Mario Ambrošić              |

| lista | lista            | nositelj       |
| ----- | ---------------- | -------------- |
|       | Plavi grad i dr. | Mijo Filipović |

| lista | lista        | nositelj        |
| ----- | ------------ | --------------- |
|       | grupa birača | Mladen Horvatić |
|       | HDZ i dr.    | Marko Matoic    |

| lista | lista                  | nositelj           |
| ----- | ---------------------- | ------------------ |
|       | Zagreb United          | Ivan Dokša         |
|       | HDZ i dr.              | Tomislav Barbarić  |
|       | NL Pavle Kalinić i dr. | Jadranka Novoselec |
|       | Možemo i dr.           | Ankica Ležaić      |

| lista | lista         | nositelj                  |
| ----- | ------------- | ------------------------- |
|       | Zagreb United | Ljiljana Baričević Vendak |
|       | Možemo i dr.  | Višnja Baričević          |

| lista | lista            | nositelj        |
| ----- | ---------------- | --------------- |
|       | Plavi grad i dr. | Bartol Novokmet |
|       | grupa birača     | Mladen Broz     |
|       | HDZ i dr.        | Ante Šola       |
|       | Možemo i dr.     | Jela Ferček     |

| lista | lista                  | nositelj            |
| ----- | ---------------------- | ------------------- |
|       | Zagreb United          | Ivan Ciković        |
|       | Plavi grad i dr.       | Danijel Sedlić      |
|       | HDZ i dr.              | Nenad Čivrag-Gašpar |
|       | Možemo i dr.           | Marija Đurin        |
|       | Jedino Hrvatska! i dr. | Jure Modrić         |
|       | Projekt Domovina       | Dominik Klasik      |

| lista | lista     | nositelj      |
| ----- | --------- | ------------- |
|       | HDZ i dr. | Željko Pukšec |

| lista | lista                  | nositelj          |
| ----- | ---------------------- | ----------------- |
|       | Plavi grad i dr.       | Marko Zovko       |
|       | HDZ i dr.              | Tomislav Ružić    |
|       | Možemo i dr.           | Vedran Ledinščić  |
|       | NL Pavle Kalinić i dr. | Mateja Vukmirović |
|       | Projekt Domovina       | Zlatko Mikuljan   |

| lista | lista        | nositelj    |
| ----- | ------------ | ----------- |
|       | HDZ i dr.    | Deni Vošćak |
|       | grupa birača | Ivan Krnjak |

| lista | lista                  | nositelj       |
| ----- | ---------------------- | -------------- |
|       | HDZ i dr.              | Srećko Bahlen  |
|       | Možemo i dr.           | Stjepan Bahlen |
|       | NL Pavle Kalinić i dr. | Mladen Latin   |

| lista | lista            | nositelj        |
| ----- | ---------------- | --------------- |
|       | Plavi grad i dr. | Željko Dodig    |
|       | HDZ i dr.        | Mihael Kvesić   |
|       | Možemo i dr.     | Kristina Bišćan |

| lista | lista            | nositelj            |
| ----- | ---------------- | ------------------- |
|       | HDZ i dr.        | Đuro Siroglavić     |
|       | Možemo i dr.     | Ivana Horvat        |
|       | Plavi grad i dr. | Ivica Lovrić        |
|       | Projekt Domovina | Ines Sosa Meštrović |

| lista | lista            | nositelj       |
| ----- | ---------------- | -------------- |
|       | Plavi grad i dr. | Biserka Sedić  |
|       | HDZ i dr.        | Ivan Milec     |
|       | Možemo i dr.     | Dominik Buntak |

| lista | lista     | nositelj         |
| ----- | --------- | ---------------- |
|       | HDZ i dr. | Miroslav Novosel |

| lista                                                                                   | nositelj |
| --------------------------------------------------------------------------------------- | -------- |
| nema kandidiranih lista – izbori 18. svibnja 2025. za ovaj mjesni odbor neće se održati |          |

| lista | lista            | nositelj          |
| ----- | ---------------- | ----------------- |
|       | Zagreb United    | Matija Herjavić   |
|       | Plavi grad i dr. | Kristina Knežović |
|       | HDZ i dr.        | Željko Rihtarec   |
|       | Možemo i dr.     | Ivan Herjavić     |

| lista | lista            | nositelj                   |
| ----- | ---------------- | -------------------------- |
|       | Zagreb United    | Helena Mijatović Mileković |
|       | Plavi grad i dr. | Božidar Šprem              |
|       | HDZ i dr.        | Marin Krlić                |
|       | Možemo i dr.     | Nenad Lončar               |

| lista | lista     | nositelj         |
| ----- | --------- | ---------------- |
|       | HDZ i dr. | Zdravko Pustički |

| lista | lista                  | nositelj         |
| ----- | ---------------------- | ---------------- |
|       | Plavi grad i dr.       | Mario Sotončić   |
|       | HDZ i dr.              | Mato Fofić       |
|       | Možemo i dr.           | Milenko Horvatić |
|       | Jedino Hrvatska! i dr. | Jelena Tokić     |
|       | Projekt Domovina       | Drago Rimac      |

| lista | lista            | nositelj       |
| ----- | ---------------- | -------------- |
|       | Plavi grad i dr. | Željko Jurakić |
|       | HDZ i dr.        | Ivan Soldo     |
|       | Možemo i dr.     | Karlo Božić    |
|       | Projekt Domovina | Vedran Senjak  |

| lista | lista            | nositelj              |
| ----- | ---------------- | --------------------- |
|       | Plavi grad i dr. | Zdenko Tolić          |
|       | HDZ i dr.        | Ružica Bešlić Grbešić |
|       | Možemo i dr.     | Sanja Herbst          |
|       | Projekt Domovina | Karlo Prelec          |

| lista | lista            | nositelj        |
| ----- | ---------------- | --------------- |
|       | HDZ i dr.        | Filip Gajić     |
|       | Možemo i dr.     | Nataša Novosel  |
|       | Projekt Domovina | Zvonimir Markić |

| lista | lista            | nositelj         |
| ----- | ---------------- | ---------------- |
|       | Plavi grad i dr. | Josip Ćosić      |
|       | HDZ i dr.        | Darko Tukač      |
|       | Možemo i dr.     | Davor Stubičan   |
|       | Projekt Domovina | Zvonimir Nikolić |

| lista | lista                  | nositelj                    |
| ----- | ---------------------- | --------------------------- |
|       | Plavi grad i dr.       | Marko Žubrinić              |
|       | HDZ i dr.              | Ante Boras                  |
|       | Možemo i dr.           | Magdalena Kozarić Špoljarić |
|       | NL Pavle Kalinić i dr. | Sanjica Volovščak           |
|       | Projekt Domovina       | Anđa Čujić                  |

| lista | lista            | nositelj      |
| ----- | ---------------- | ------------- |
|       | Plavi grad i dr. | Sanio Šarec   |
|       | HDZ i dr.        | Nikola Krišto |
|       | Most i dr.       | Petar Rimac   |
|       | Možemo i dr.     | Damir Sokolić |

| lista | lista            | nositelj       |
| ----- | ---------------- | -------------- |
|       | Zagreb United    | Ivica Popović  |
|       | Plavi grad i dr. | Oliver Osrečak |
|       | Možemo i dr.     | Tomislav Golub |

| lista | lista            | nositelj         |
| ----- | ---------------- | ---------------- |
|       | HDZ i dr.        | Zdenko Fišter    |
|       | Možemo i dr.     | Krunoslav Pajnić |
|       | Projekt Domovina | Filip Vukas      |
|       | grupa birača     | Matija Pukšec    |
|       | grupa birača     | Saša Salkić      |

| lista | lista            | nositelj         |
| ----- | ---------------- | ---------------- |
|       | Plavi grad i dr. | Nikola Bilanović |
|       | Možemo i dr.     | Josip Jakšetić   |

| lista | lista                  | nositelj       |
| ----- | ---------------------- | -------------- |
|       | Plavi grad i dr.       | Mladen Potravi |
|       | HDZ i dr.              | Domagoj Lončar |
|       | NL Pavle Kalinić i dr. | Marijan Dolčić |

| lista | lista            | nositelj        |
| ----- | ---------------- | --------------- |
|       | Plavi grad i dr. | Boris Jagatić   |
|       | HDZ i dr.        | Neven Obad      |
|       | Možemo i dr.     | Krunoslav Cafuk |
|       | grupa birača     | Branko Zmiša    |

### 17. Mjesni odboriGČ Brezovica
| lista | lista                    | nositelj        |
| ----- | ------------------------ | --------------- |
|       | Plavi grad i dr.         | Jasna Bogadi    |
|       | HDZ i dr.                | Stjepan Imprić  |
|       | NL Marija Selak Raspudić | Mario Škegro    |
|       | Mladi za Brezovicu       | Tomislav Cavrić |
|       | Možemo i dr.             | Irena Borovina  |
|       | Jedino Hrvatska! i dr.   | Karlo Palčić    |

| lista | lista                    | nositelj     |
| ----- | ------------------------ | ------------ |
|       | HDZ i dr.                | Slavko Borić |
|       | NL Marija Selak Raspudić | Vesna Šantek |

| lista | lista            | nositelj         |
| ----- | ---------------- | ---------------- |
|       | Plavi grad i dr. | Janko Horvat     |
|       | grupa birača     | Stjepan Cerovski |
|       | grupa birača     | Marijan Hrgović  |
|       | HDZ i dr.        | Mario Petravic   |
|       | Možemo i dr.     | Zdravko Cerovski |

| lista | lista            | nositelj                 |
| ----- | ---------------- | ------------------------ |
|       | Plavi grad i dr. | Ljiljana Novaković Bokan |
|       | HDZ i dr.        | Dragutin Havidić         |
|       | Možemo i dr.     | Alija Hevešević          |

| lista | lista         | nositelj           |
| ----- | ------------- | ------------------ |
|       | Zagreb United | Vjekoslav Palijaš  |
|       | HDZ i dr.     | Dubravko Širanović |
|       | grupa birača  | Božidar Konosić    |
|       | Možemo i dr.  | Zdravko Harmicar   |

| lista | lista            | nositelj          |
| ----- | ---------------- | ----------------- |
|       | Plavi grad i dr. | Dubravka Milača   |
|       | HDZ i dr.        | Ivan Krešić       |
|       | Možemo i dr.     | Martina Juratović |

| lista | lista                    | nositelj        |
| ----- | ------------------------ | --------------- |
|       | HDZ i dr.                | Stjepan Barić   |
|       | NL Marija Selak Raspudić | Ivica Kovačić   |
|       | Možemo i dr.             | Darko Pereković |
|       | grupa birača             | Ivana Pogačić   |

| lista | lista            | nositelj     |
| ----- | ---------------- | ------------ |
|       | Plavi grad i dr. | Ivan Milača  |
|       | HDZ i dr.        | Ivan Maretić |
|       | Možemo i dr.     | Borna Kovač  |

| lista | lista        | nositelj      |
| ----- | ------------ | ------------- |
|       | HDZ i dr.    | Ivan Kovačić  |
|       | Možemo i dr. | Goran Pavičić |

| lista | lista        | nositelj       |
| ----- | ------------ | -------------- |
|       | HDZ i dr.    | Luka Šokić     |
|       | grupa birača | Zlatko Končić  |
|       | Možemo i dr. | Pavao Pršir    |
|       | grupa birača | Marina Pucević |

| lista | lista                    | nositelj          |
| ----- | ------------------------ | ----------------- |
|       | grupa birača             | Krešimir Bubnić   |
|       | HDZ i dr.                | Sandra Celić      |
|       | NL Marija Selak Raspudić | Tomislav Maurović |

| lista | lista                    | nositelj        |
| ----- | ------------------------ | --------------- |
|       | HDZ i dr.                | Josip Matin     |
|       | NL Marija Selak Raspudić | Snježana Horvat |
|       | grupa birača             | Dražen Matin    |

## Statistički podaci o kandidacijskim listama i kandidatima
Nakon završetka procesa prijava za lokalne izbore u Hrvatskoj, prihvaćeno je ukupno 945 lista za predstavnička tijela na razini gradskih četvrti i mjesnih odbora. Većinu čine stranačke liste, dok su preostale liste samostalne stranke, koalicije ili liste grupe birača.
Za gradske četvrti predano je ukupno 149 lista, od čega su 142 stranačke, 15 lista samostalnih stranaka, 127 koalicijskih te 7 lista grupa birača. Za mjesne odbore podneseno je ukupno 796 listi, uključujući 752 stranačke, 45 samostalnih, 707 koalicijskih i 44 liste grupe birača.
Ukupan broj kandidata iznosi 7555, od čega su 4497 muškarci (59,52 %) i 3058 žene (40,48 %). Kod kandidatura za gradske četvrti, žene čine 39,87 %, a za mjesne odbore 40,76 %.
| Vrsta tijela    | Ukupno lista | Stranačke liste | Samostalne stranke | Koalicije | Liste grupe birača |
| --------------- | ------------ | --------------- | ------------------ | --------- | ------------------ |
| Gradske četvrti | 149          | 142             | 15                 | 127       | 7                  |
| Mjesni odbori   | 796          | 752             | 45                 | 707       | 44                 |
| Ukupno          | 945          | 894             | 60                 | 834       | 51                 |

| Vrsta tijela    | Ukupno kandidata | Muškarci | % Muškarci | Žene  | % Žene |
| --------------- | ---------------- | -------- | ---------- | ----- | ------ |
| Gradske četvrti | 2.423            | 1.457    | 60,13%     | 966   | 39,87% |
| Mjesni odbori   | 5.132            | 3.040    | 59,24%     | 2.092 | 40,76% |
| Ukupno          | 7.555            | 4.497    | 59,52%     | 3.058 | 40,48% |

## Vanjske poveznice
- Službene stranice Grada Zagreba vezane Izbore za mjesnu samoupravu